# Peintures murales en Ille-et-Vilaine
Cette liste recense les peintures murales en Ille-et-Vilaine, département de la région Bretagne, avec un classement non exhaustif dans l'ordre chronologique, puis alphabétique.

## IVesiècle
- Langon, chapelle Sainte-Agathe de Langon : l’étude archéologique du bâtiment en 1839 révéla dans le cul-de-four de l’abside une fresque du IVe siècle couverte par un badigeon du VIe ou VIIe siècle. Cette fresque, partiellement détruite, représente Vénus sortant des eaux, ou Amphitrite[1] accompagnée d’Éros chevauchant un dauphin et d’une multitude de poissons. Cet édifice gallo-romain faisait probablement office d’édifice funéraire[2]. La fresque est  Classé MH (1840).

## XIIesiècle

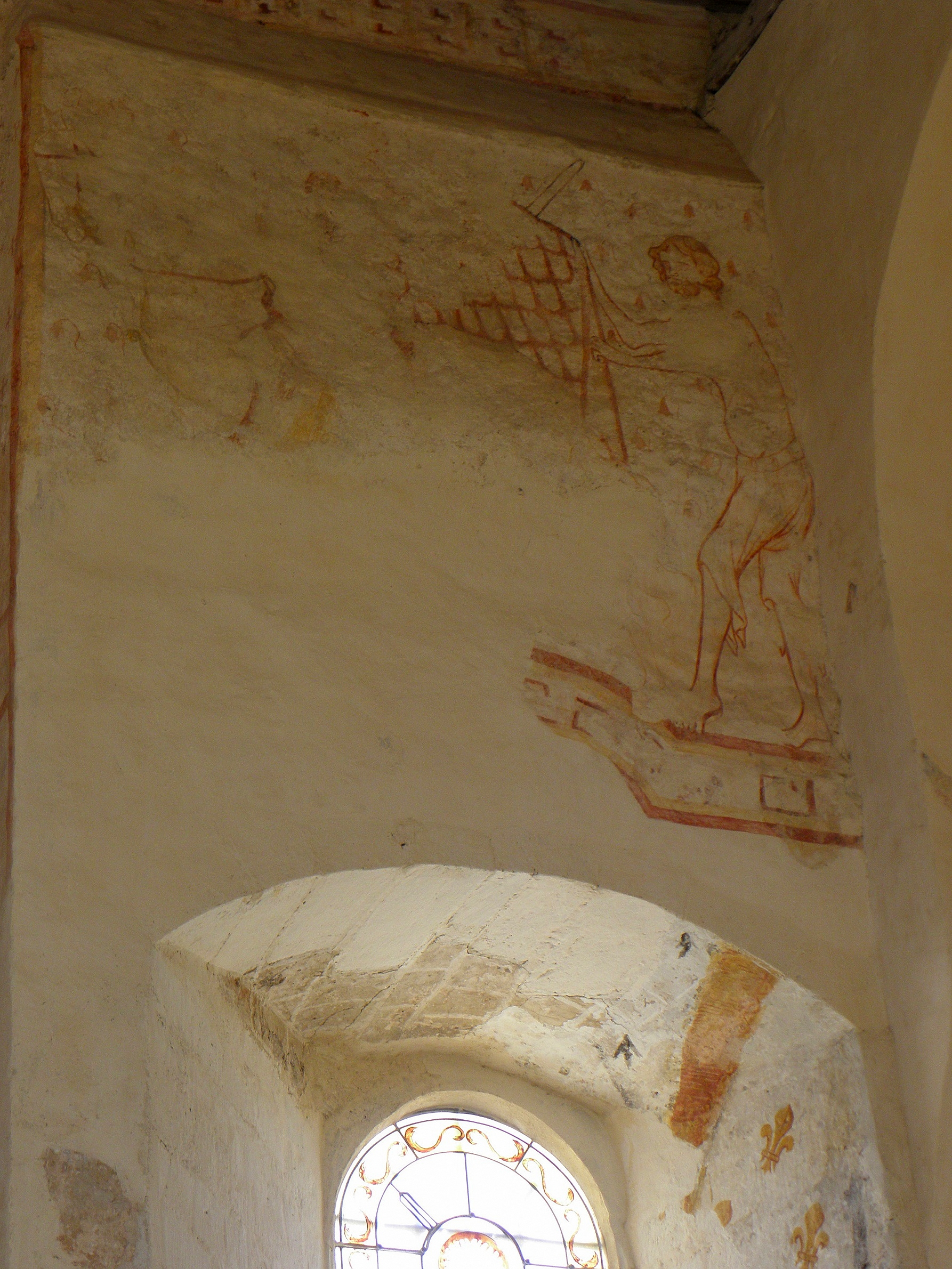
Détail des fresques de la chapelle du château de Châteaugiron.

- Châteaugiron, chapelle du château de Châteaugiron : partie la plus ancienne du château, elle est attestée dès 1184. Les peintures murales des XIIe et XVe siècles forment un ensemble de motifs décoratifs et de scènes figurées à l'exemple de saint Martin donnant son manteau ou le martyre de saint Quentin, d'un blason peint dans la nef et d'une frise végétale. L'ensemble des peintures furent restaurées en 2013. Dans le chœur l'ensemble des décors furent restaurés mais ceux du XVe siècle furent cachés pour ne laisser voir que ceux du XVIIIe siècle[3]. Classé MH (1993)
- Mont-Dol, église Saint-Pierre : dès sa construction, l'église fut dotée de fresques suggérant un appareillage agrémenté de motifs floraux, décor qui permettait d'enrichir son architecture somme toute assez simple. S'il en subsiste quelques vestiges, l'église du Mont-Dol doit bien plus sa renommée à ses peintures du XVe siècle occupant les espaces interstitiels des fenêtres hautes de la nef.  Inscrit MH (1971).
- Saint-Uniac, église Saint-Uniac : la charpente de cette église fut redécouverte au-dessus de la nef lors des travaux de restauration en 1990. Elle appartient au type de charpente dite  à « poinçon court », arrêté au-dessus du faux entrait. Le décor exécuté sur celle-ci est au charbon de bois sur un fond blanc, au lait de chaux, formant de grandes tiges à feuilles découpées et retournées, partant des pieds des fermes, sous la forme de larges volutes couvrant tout la surface du bois. Le décor va jusqu'à la panne faîtière et se subdivise au niveau des liens courbes supérieurs pour encadrer à la base du poinçon. Sur les liens des contreventement figurent des phylactères sur lesquels sont inscrits en alternance « IHS » et « MARIA »[4].  Inscrit MH (1997).

## XIIIesiècle
- Aubigné, église Notre-Dame d'Aubigné : peinture murale découverte en 2013, lors de travaux de rénovations du bâtiment représentant La Cène avec des ocres rouge et jaune d'une qualité exceptionnelle selon Christine Jablonski[5].
- Langon, église Saint-Pierre : la voûte de l’absidiole nord présente un décor peint (fin XIIIe ou début XIVe siècle) représentant probablement un Christ tétramorphe, en partie masqué, est le dernier témoin d’un ensemble de peintures qui selon des témoignages du XIXe siècle, semblait recouvrir entièrement l’édifice[6].

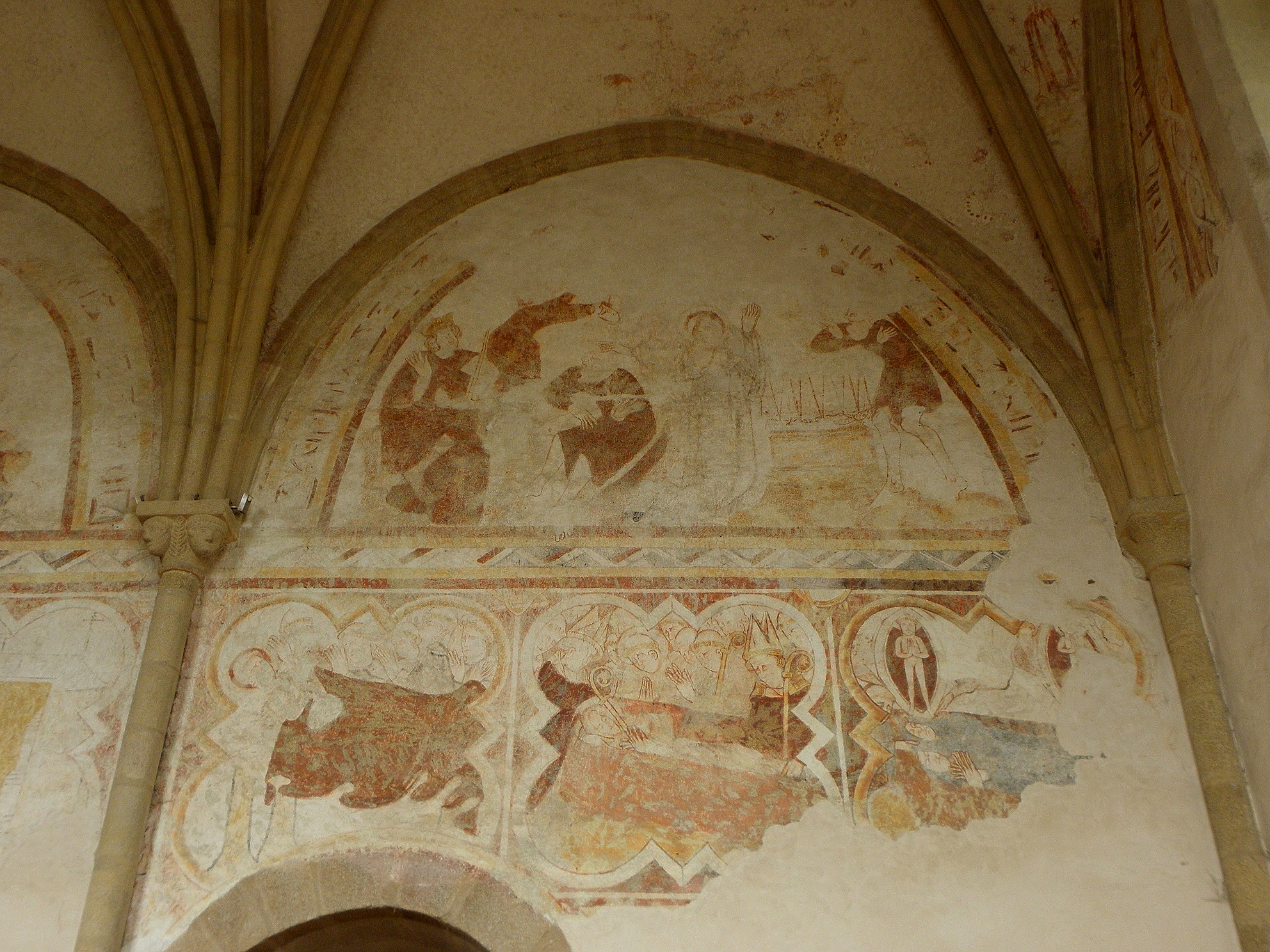
Fresques, chapelle Saint-Vincent de l'abbaye de Saint-Méen à Saint-Méen-le-Grand.

- Saint-Méen-le-Grand, abbaye de Saint-Méen : en 1986, des sondages effectués dans la chapelle Saint-Vincent révélèrent l’existence de fresques datées du XIIIe siècle ou du XIVe siècle. L'ancien chœur et le transept est peint d'un faux appareil à double trait dont les angles sont marqués par de petites volutes et le champ ponctué de fleurettes. Sur le mur sud du chœur sont peints de faux claveaux en polychromie sur les piles. Le décor est peint en trompe-l'œil[7]. Dans la chapelle Saint-Vincent, les chapiteaux ne portent pas de décor sculpté mais des fragments de peinture ocre rouge et noir sont visibles sur le chapiteau central. La chapelle Saint-Vincent est l’ancienne salle capitulaire, élevée à la fin du XIIIe siècle ou au début du XIVe siècle. Les voûtes d’ogives retombent sur des colonnettes engagées par huit chapiteaux sculptés encore proche du vocabulaire roman. Les murs et la voûte sont ornés d’un cycle peint illustrant la vie de saint Méen[8]. Les peintures semblent dater de la fin du XIIIe siècle ou du début du XIVe siècle[9].  Classé MH (1990).

## XIVesiècle
- L'Hermitage, manoir du Boberil : à l'origine, ce bâtiment était plus long avec une grande salle basse sous charpente au rez-de-chaussée. Sur celle-ci furent retrouvées des traces noirâtres à intervalle régulier, tous les 25 centimètres, sur un fond blanc. Leur contour irrégulier laisse deviner la forme à plusieurs pointes des ancolies figurant dans le blason des du Boberil[10].
- Sainte-Marie, chapelle Saint-Jean-d'Apileur :  chapelle frairienne dédiée à saint Jean-Baptiste de la fin du XIVe siècle. Lors de la restauration de cet édifice dans les années 1985-1990 un décor peint représentant la vie de saint Jean-Baptiste fut découvert sur les murs de la nef. Dans le bras nord du transept, plusieurs représentations de saints inscrites dans des cadres font fonction de retable. Sur sa charpente d'origine figure une polychromie sur les fermes, pannes et chevrons, en quatre couleurs, jaune, rouge, noir et blanc, représentant des chevrons et des damiers. Sur les chevrons sont posés en alternance des mouchetures d'hermine à large queue à plusieurs pointes alignées datant du XVe siècle. La charpente de cette chapelle a fait l'objet d'une étude dendrochronologie permettant de dater l'abattage des bois entre 1398 et 1407[11].  Classé MH (1990)[12],[13],[14].

## XVesiècle
- Gaël, église Saint-Pierre (XIe – XXe siècle) : dans une tourelle polygonale est peint un décor sur lambris représentant des feuilles de lierre montant vers le centre de la voûte polygonale qui délimite des compartiments triangulaires. La clef de voûte et les angles de la base comportent des sculptures polychromes[15],[16].
- Le Rheu, église paroissiale : détruite en 1845, « les lambris de la nef, que l'on suppose avoir été exécutés au xve siècle figuraient « des anges jouant des instruments de musique, des moines et des saints », tandis que « sur les murs étaient représentés les douze mois de l'année » »[17],[18].
- Mont-Dol, église Saint-Pierre : les murs nord (deux premières travées) et sud (travées deux à six) du vaisseau principal conservent un cycle de fresques datant du XVe siècle ayant pour thèmes la Passion et la Résurrection du Christ. Classé le 16 mars 1971, il compte parmi les ensembles médiévaux les plus importants d'Ille-et-Vilaine avec les fresques de la chapelle Saint-Jean d'Épileur à Sainte-Marie, celles de la chapelle Saint-Vincent de l'abbatiale de Saint-Méen-le-Grand ou encore celles de l'abbatiale Saint-Sauveur de Redon. Découvertes en 1864 à l'occasion de travaux de restauration, les fresques avaient été alors croquées sur demande de la Société archéologique d'Ille-et-Vilaine[19] puis recouvertes d'un lait de chaux. Elles ont été de nouveau mises au jour en 1971 et bénéficient depuis lors d'une mesure de protection[20].

Mont-Dol, église Saint-Pierre
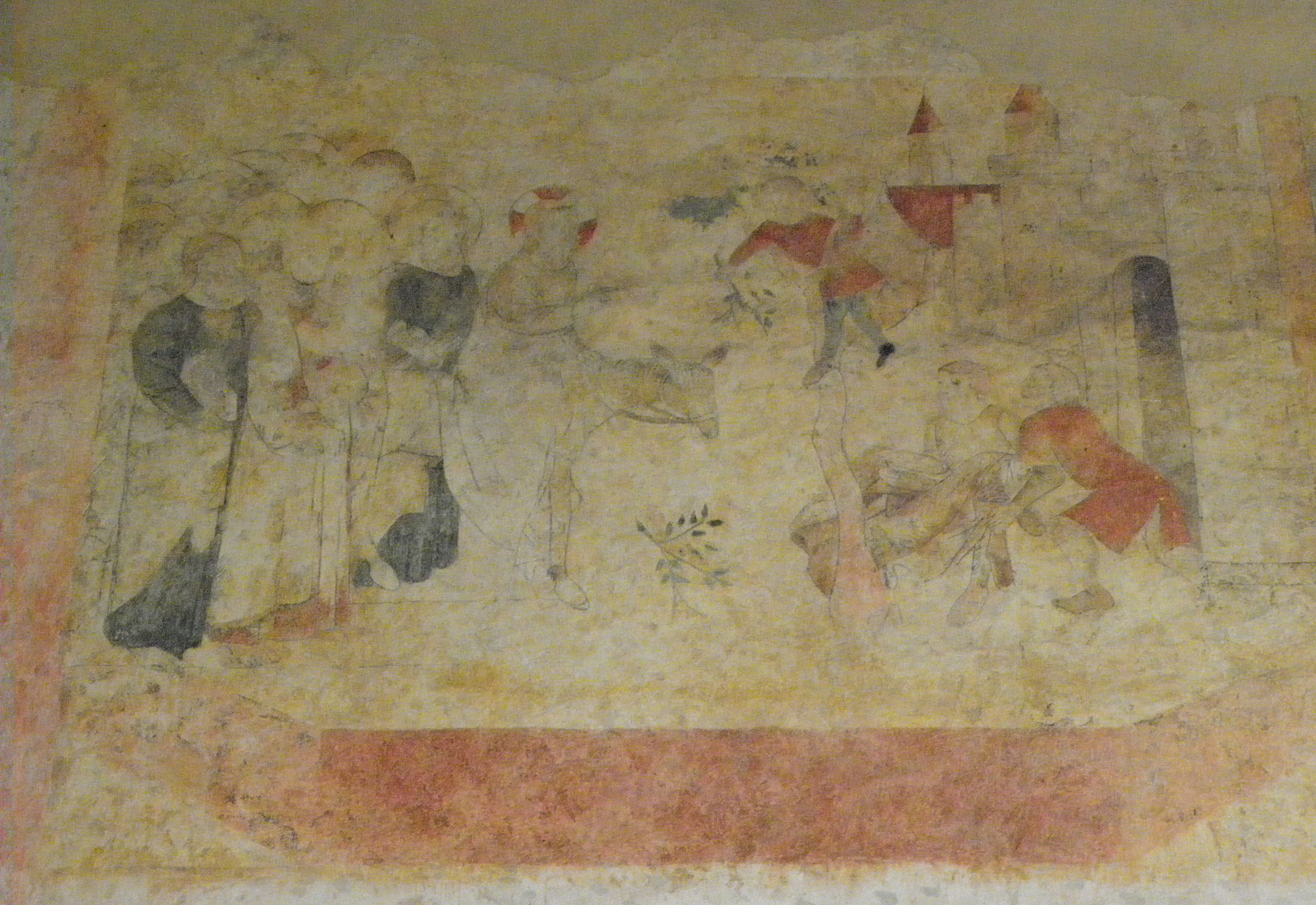
Les Rameaux.
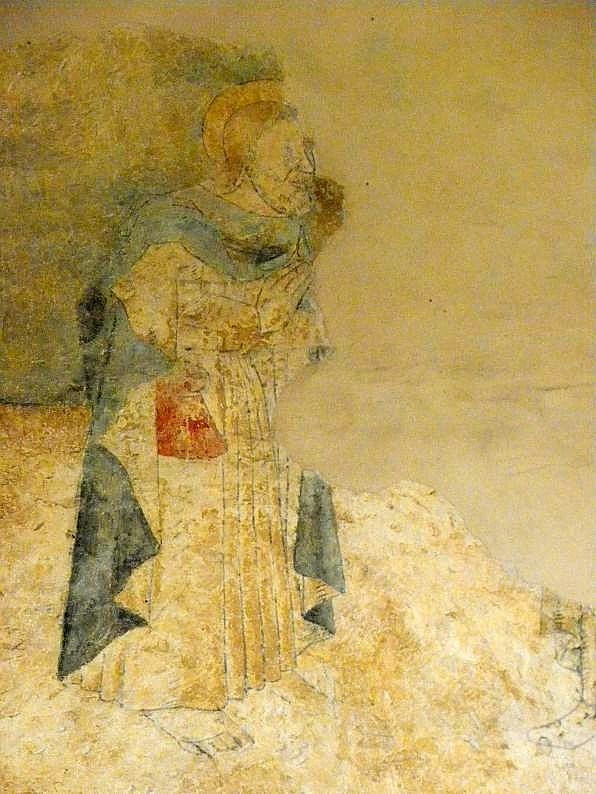
Judas (fragment d'une trahison de Judas).
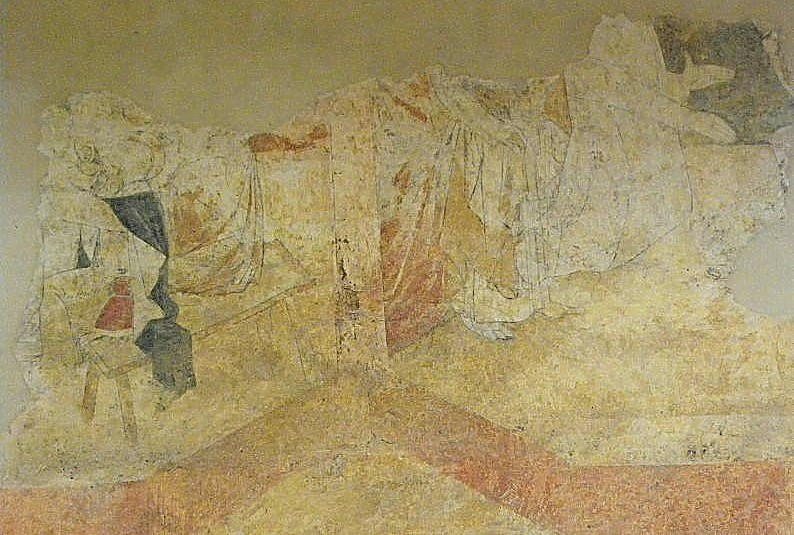
Cène et Gethsémani.
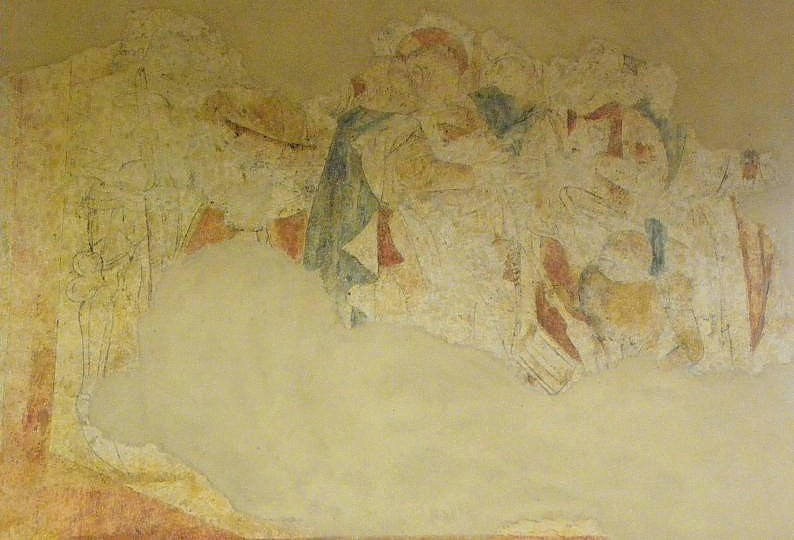
Arrestation du Christ (baiser de Judas).
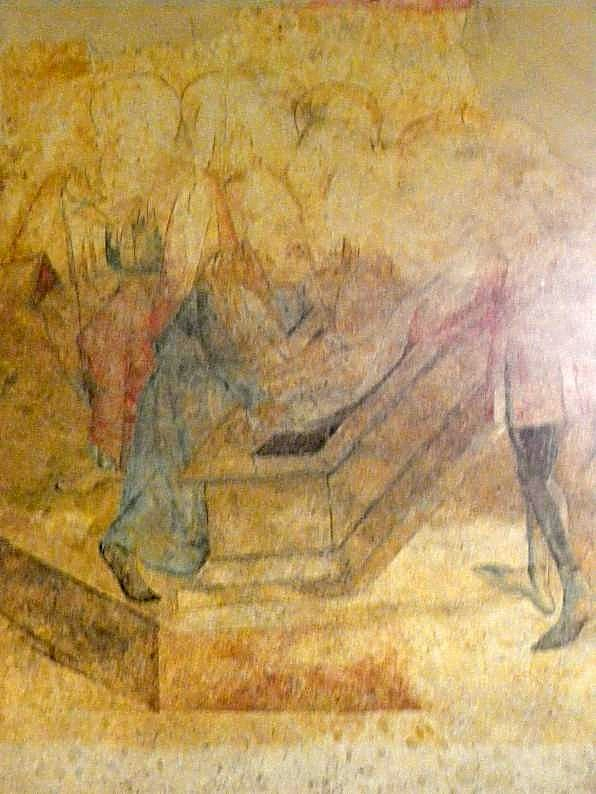
Mise au Tombeau.
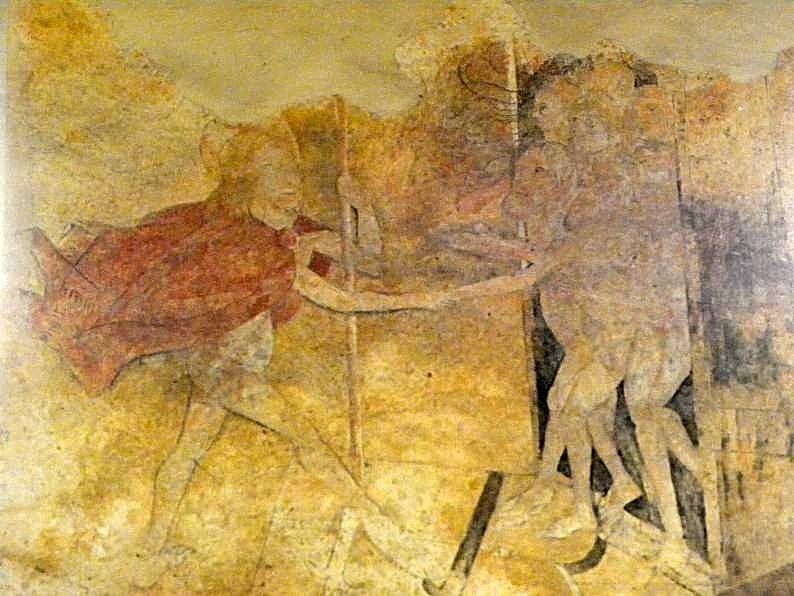
Descente aux limbes.
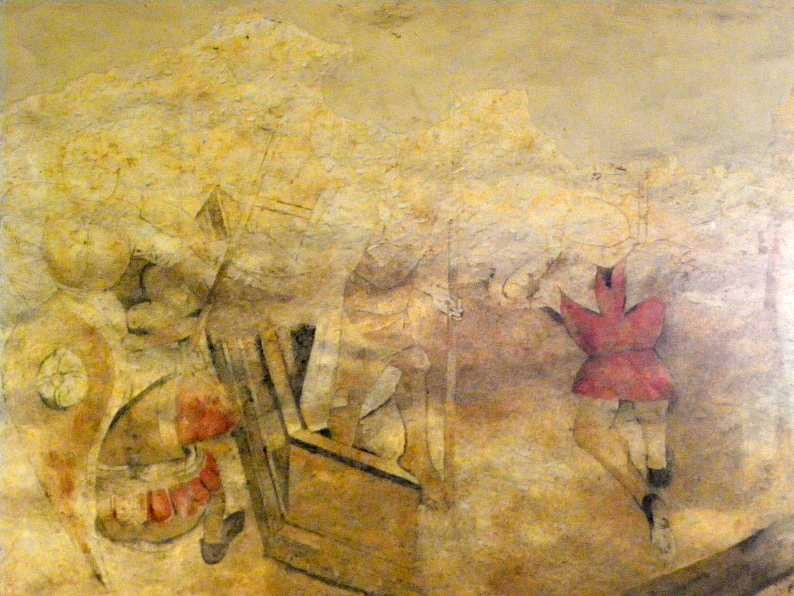
Résurrection.
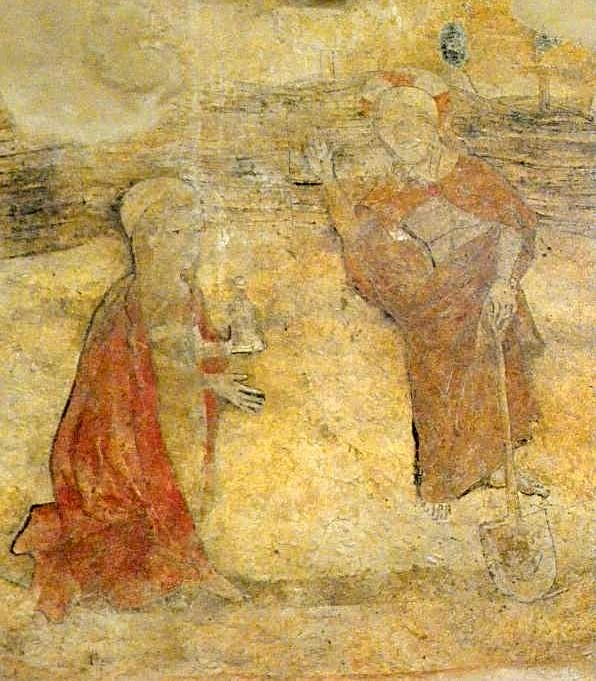
Noli me tangere.
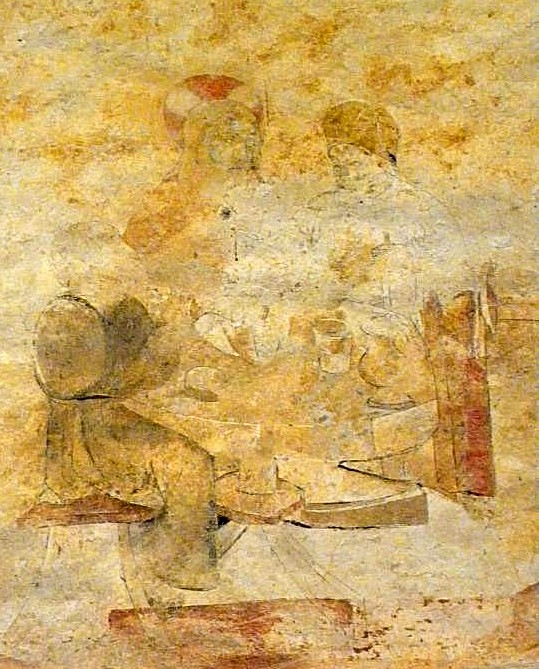
Emmaüs.

La fresque la plus célèbre de l'église se trouve sur le mur sud de la première travée de la nef. Elle a pour thème l'Enfer. Par bien des aspects, elle se rapproche de son homologue bretonne de Kernascléden. Elle dépeint les divers tourments de l'enfer infligés aux damnés : 

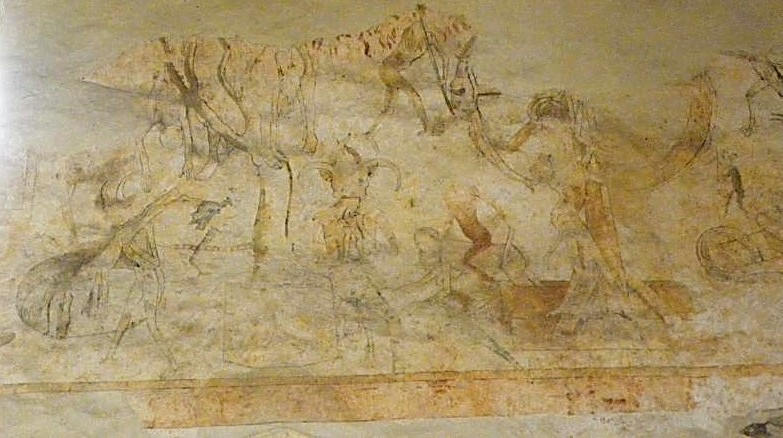
L'Enfer, Mont-Dol, église Saint-Pierre.

- diable brouettant une charretée de damnés ;
- démon chevauchant une damnée ;
- supplice de la roue éternelle ;
- pendus à l'arbre fatal de la science du bien et du mal ;
- Satan dévorant un enfant de malédiction tandis que sa mère flambe ;
- damné précipité dans le trou de l'abîme.

Cette fresque, à l'instar des précédentes, a été classée le 16 mars 1971.

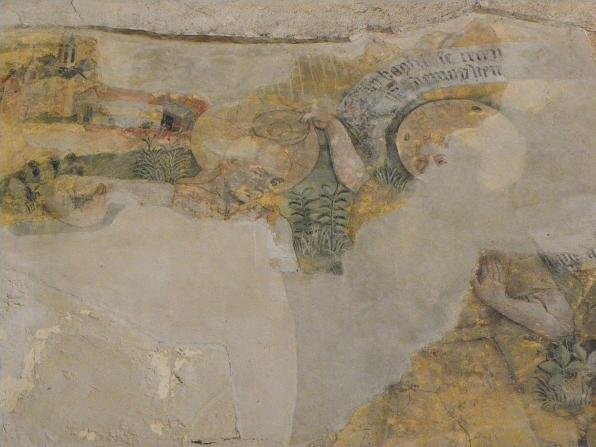
Fresque du baptême du Christ, Rennes, Notre-Dame-en-Saint-Melaine.

- Rennes, Notre-Dame-en-Saint-Melaine : une peinture murale du XVe siècle représentant le baptême du Christ est située dans le transept sud. Elle a perdu la plus grande partie de son décor peint à l'exception du fragment précité, recouvrant une baie gothique murée, dont l'encadrement peint de motifs de chevrons est toujours visible. Il fut redécouvert entre 1958 et 1966 lors de la campagne de restauration de l'église. Cette peinture est  Classé MH (1960). En 2003, l'architecte des monuments historiques Hervé Chouinard documente les peintures murales, suivie en 2015 d'une restauration sous la maîtrise d'œuvre d'Olivier Weets, et réalisée par Géraldine Fray. On relève parmi les pigments du rouge, vert, bleu, noir, ocre jaune, blanc rosé : orangé, blanc verdâtre, blanc jaune, vert clair, orange clair, rose, brun et une dorure[21].
- Vitré : chapelle Saint-Nicolas de Vitré, peintures du XVe siècle Classé MH (1980)

## XVIesiècle
- Livré-sur-Changeon, église prieurale Notre-Dame-de-l'Assomption : l'absidiole sud a révélé des vestiges de peinture murale, fleurettes au pochoir, remontant sans doute au XVIe siècle. L'abside et le transept dateraient du XIIe siècle, la nef et le bas-côté sud du XVIe siècle, le bas-côté nord de 1889. L'église primitive (XIe – XIIe siècles) devait se composer d'une nef voûtée en berceau, d'une croisée, surmontée d'une épaisse tour carrée dont subsiste la souche. Le chœur était en hémicycle surmonté et possédait deux absidioles dans les murs orientaux des transepts. Voûté en cul-de-four, le chœur est percé de cinq baies romanes plein cintre. Le portail principal porte la date de 1551. Le clocher a chacune de ses quatre faces percées de fenêtres géminées dont les cintres sont supportés par de petites colonnes. Les absidioles des transepts sont également en cul-de-four et percées de baies en plein cintre[22].  Classé MH (1982).
- Saint-Léger-des-Prés, église Saint-Léger : fresques du XVIe siècle  Inscrit MH (1980).
- Vitré, chapelle Saint-Nicolas de Vitré : peintures du début du XVIe siècle  Classé MH (1980).

## XVIIesiècle
- Corps-Nuds, château du Châtellier : décors peints sur deux plafonds et dans l'escalier.  Classé MH (1996)[23].
- Saint-Malo (intra-muros), Monastère Notre-Dame-de-la-Victoire, peinture murale du XVIIe siècle représentant : L'Annonce faite au bergers, peinte sur le mur de la Tribune de la chapelle de cet ancien couvent de religieuses bénédictines  Inscrit MH (1929) et  Classé MH (1962).
- Vitré, couvent des Augustins : plafond peint de la première moitié du XVIIe siècle où l'on peut lire cette inscription : « Noli arguere derisorem ne odreit te argue sapientem et diliget te » (« Ne reprends pas le railleur, il te haïrait, reprends le sage, il t'aimera ») ― Bible de Jérusalem, Proverbe 8, chapitre IX.

## XVIIIesiècle
- Fougères, chapelle Saint-Pierre d'Iné, peintures sur le mur du chevet l'ensemble  Classé MH (1982).

## XIXesiècle
- Fougères, église Saint-Sulpice : peinture murale du chœur par Antoine Chalot en 1852. Bâtiment  Classé MH (1910).
- Montfort-sur-Meu, église Saint-Louis-Marie-Grignion-de-Montfort : Philippe Bonnet mentionne que les peintures de la voûte du chœur sont de Félix Jobbé-Duval (1821-1889) et qu'elles sont les vestiges d'un décor plus important. Ce qui en reste représente Les Vertus théologales, et dans la travée droite Dieu le Père adoré par des anges musiciens. Selon Émile Maillard, elles seraient d'Antoine Chalot (né en 1825)[24]. Édifice  Inscrit MH (2013).
- Rennes:
  - cathédrale Saint-Pierre : la voûte de la nef en plein cintre est décorée d'ors, œuvre d'Auguste Louis Jobbé-Duval, qui fonda en 1843 la Maison Jobbé-Duval spécialisée dans la décoration, la restauration de tableaux et la dorure sur bois. La voûte comporte des écussons aux armes de la Bretagne et des diocèses suffragants de l'archevêché de Rennes, créant ainsi une apparence plus somptueuse. Lors des chantiers de restauration de 2012-2014 du transept et du chœur fut découvert à la clef de l'arc ouvrant sur le bras nord sur la croisée, une pipe en terre avec dans son fourreau un petit billet enroulé portant le nom de Jobbé-Duval et des  compagnons qui l'aidèrent à la réalisation du décor de la cathédrale[25]. Le cul-de-four de l'abside est orné d'une peinture représentant la dation par le Christ des clés du Royaume des Cieux à saint Pierre, réalisée vers 1871 par Alphonse Le Hénaff (1821-1884). Le chœur est entouré d’un déambulatoire dont les murs sont décorés par la Procession des saints de Bretagne, seérie de peintures à la cire représentant des saints de Bretagne regroupés d’après leur diocèse (Rennes, Dol-de-Bretagne, Saint-Malo, Saint-Brieuc, Tréguier, Saint-Pol-de-Léon, Quimper, Vannes), également dues à Alphonse Le Hénaff. En 1858, le peintre Antoine Chalot réalise la peinture murale de la chapelle Notre-Dame-de-la-Cité  dans cette cathédrale[26].
  - église Saint-Laurent : 12 peintures à la cire sur la vie du Christ et huit scènes de la vie de la Vierge réalisées sur des fausses voûtes en bois en 1849 par le nantais Antoine Chalot[26].
  - hôtel de Courcy : Le Triomphe de la Vérité sur le Temps par Gaston Jobbé-Duval, 1885, plafond du grand escalier.

Cathédrale Saint-Pierre de Rennes
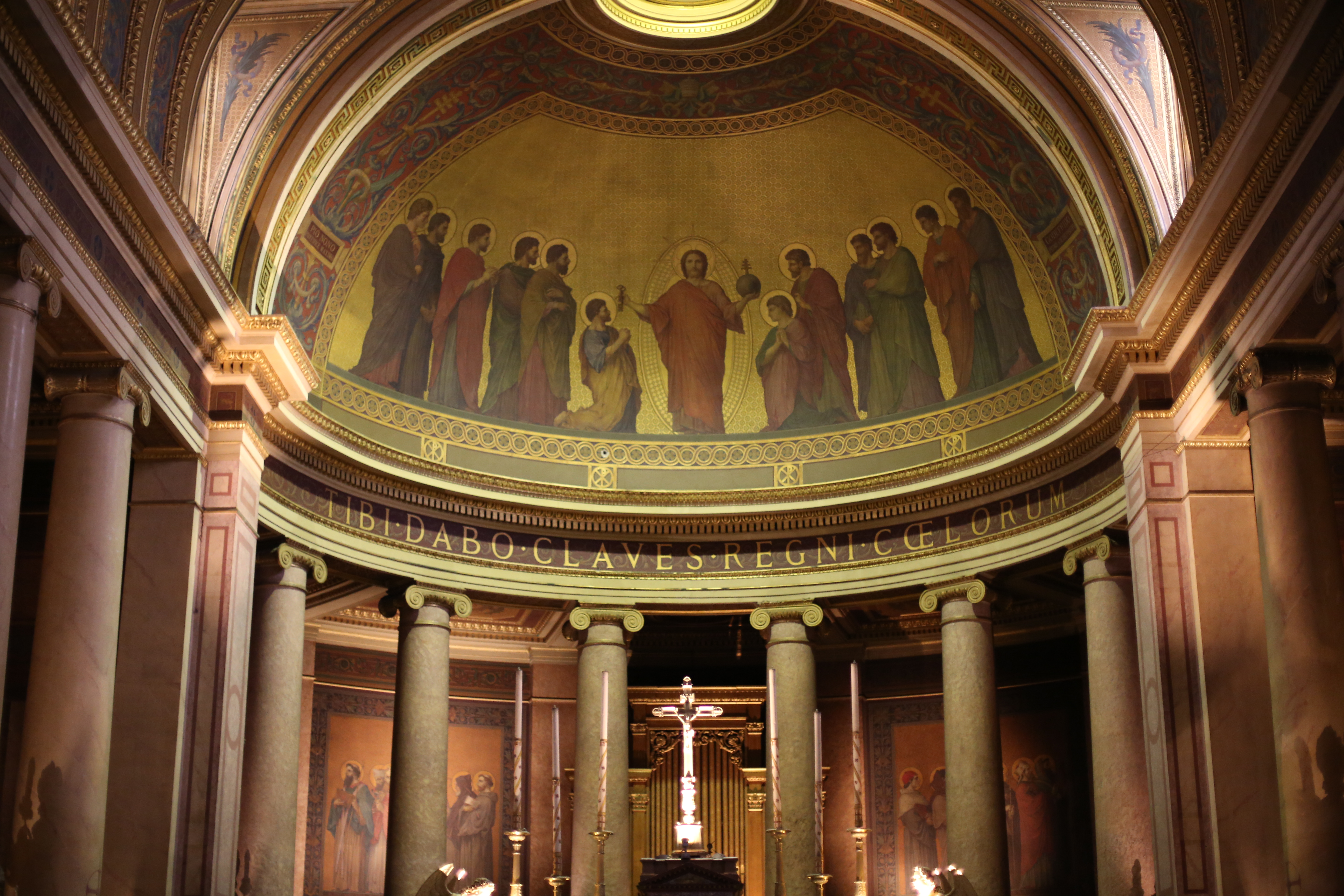
Alphonse Le Hénaff, La Remise des clés du Royaume des Cieux à saint Pierre par le Christ (vers 1871, détail), cul-de-four de l'abside.
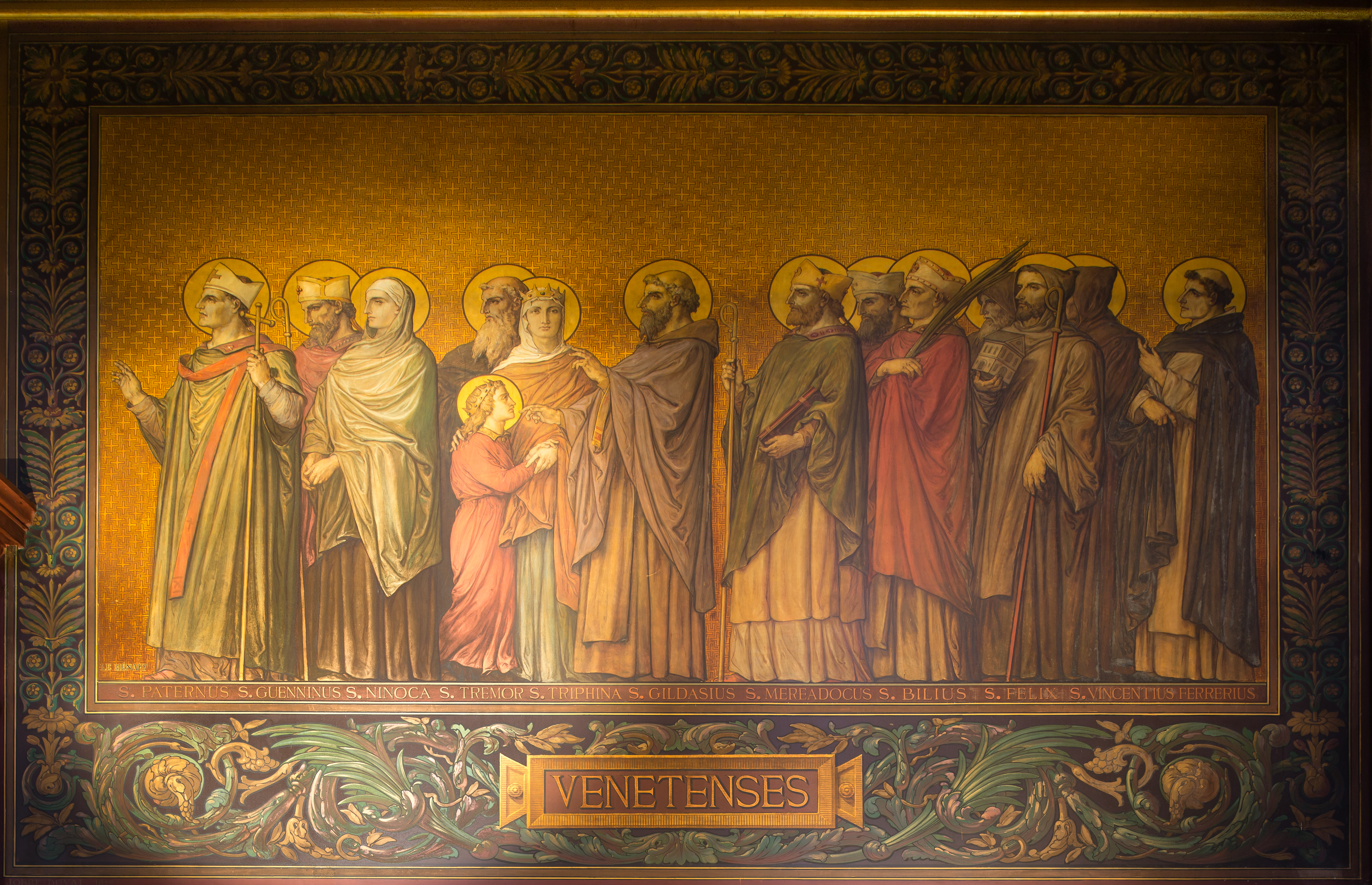
Alphonse Le Hénaff, Procession des saints de Bretagne (vers 1875-1876, détail), déambulatoire nord.

- Saint-Malo, église Sainte-Croix : au milieu de XIXe siècle, le curé de la paroisse commande au peintre parisien Claude Curry (1799-1882), résidant à Nantes, des peintures en grisaille pour décorer les six écoinçons des arcades du chœur : Jésus, Marie, Saint Pierre, Saint Paul, Saint Mathieu, puis Saint Jean. Mais quelques années plus tard, les goûts ayant changé, Louis Duveau (1818-1867), peintre malouin, fut chargé de 1853 à 1854 de remplacer les œuvres précédentes par : La Foi, La Religion, Saint Pierre d'un côté, et de l'autre : L'Espérance, La Charité, et Saint Paul. En 1855, il réalisa le décor de la nef avec les représentations de gauche à droite : Saint Pie V, Sainte Agathe, Saint Bernard, Sainte Monique, Saint Louis de Gonzague, puis Saint Énogat, Sainte Marie-Madeleine, Saint Jérôme, Sainte Thérèse et Saint Louis. Au revers de la façade, sous la tribune de l'orgue : L'Ange de la mort et L'Ange de la vie en pendant[27].

## XXesiècle
- Antrain, salle des fêtes : peinture murale réalisée en 1920 par Pierre Galle (1883-1960)[28].
- Combourg, groupe scolaire François de Chateaubriand : Les Douceurs de la Vie, peinture murale par Geoffroy Dauvergne (1922-1977), 25 m2[29].
- Dinard : 
  - villa Greystones : Le Voyage de l'homme en blanc, fresque peinte de 1946 à 1950 par Louis Bouquet (1885-1952)  Classé MH (2019) ;
  - ancien casino de Dinard, bar Le Saint-James : décoration picturale, vers 1960 par Geoffroy Dauvergne, œuvre disparue[30] ;
  - Campus Sport Bretagne : Le Port, Les Sirènes[31], Le Messager secret[32] et L'Amour à la mandoline, 1966, par Geoffroy Dauvergne[33].
  - Pointe de la Malouine, villa : Caravelles à Saint-Malo, vers 1963, par Geoffroy Dauvergne, 260 × 360 cm[34] ;
  - night-club Le Vendôme : décoration des murs et du plafond par Geoffroy Dauvergne, œuvre disparue[35].
- Étrelles, chœur de l'église Saint-Pierre-et-Saint-Paul : deux fresques par Victor Boner (1871-1951)[36].
- Fougères , ancienne chapelle du lycée Jean Guéhénno, ancien hospice de la Chesnardiére Saint Louis, fresque dans niche latérale 7 mètres de haut, 47 mètres carrés.  La Vierge, dans seconde niche latérale hauteur et superficie identiques à la première. 14 stations du  Chemin de Croix,  du Peintre Théophile Lemonnier, qui acheva l'ensemble le 25 août 1939
- La Chapelle-Janson, église Saint-Lezin : fresque de Louis Garin, années 1920[37].
- Landavran, église paroissiale Notre-Dame : décorée de peintures au nord du chœur, par Louis Guérin qui y a peint les figures de sainte Anne apprenant à lire à la Vierge et de sainte Philomène avec la palme du martyre en 1940[38]
- Langon, église Saint-Pierre : Vierge du Salve Regina, décor par Pierre Galle (1883-1960) sur l'arc triomphal de l'église[39]. Sa restauration ponctuelle en 1983 a révélé des fragments de peinture romane[6].
- La Richardais, église Saint-Clément : Chemin de Croix, 1955, par Xavier de Langlais (1906-1975)[40].
- Fougères, ancienne chapelle du lycée Jean-Guéhénno[41], ancien hospice de la Chesnardière, par Théophile Lemonnier :
  - Saint-Louis, fresque dans une niche latérale, environ 7 mètres de hauteur, 47 m2 ;
  - La Vierge, fresque dans une seconde niche latérale, environ 7 mètres de hauteur, 47 m2 ;
  - Chemin de croix de 14 stations, fresque. L'ensemble fut achevé le 25 août 1939[42].
- Pléchâtel, église paroissiale, sud du chœur : Commémoration des 90 morts de la Première Guerre mondiale, 1933, par Pierre Galle[43].
- Pleurtuit, Espace Delta : Le Messager secret, par Geoffroy Dauvergne, 245 × 620 cm, provenant de l'ancien CRESP.
- Rennes :
  - église  Sainte-Thérèse : fresque, 1935, par Louis Garin[44].
  - Notre-Dame-en-Saint-Melaine, fresque de André Mériel-Bussy (1902-1984)visible dans le croisillon nord du transept. Classé MH (1960) [45].
  - opéra de Rennes : 
    - salon des poilus : décors peints en 1918 par Camille Godet (1879-1966)[46] ;
    - Le Ciel, 1914, peinture plafonnante par Jean-Julien Lemordant (1878-1968), commandée par Jean Janvier, maire de Rennes. L'œuvre représente une danse bretonne enjouée aux multiples personnages[47].

  - hôtel de ville :
    - vestibule de l'ancien présidial : Panthéon, 1922, toile marouflée en frise, tableau d'honneur des Rennais morts pour la France par Camille Godet[48] ;
    - décoration murale du grand escalier et de la salle des mariages par Louis Roger (1874-1953), en partie déposées[49] ;
    - décoration murale du peintre Emmanuel Fougerat (1869-1958)[50] ;
    - rotonde située sous le beffroi de la mairie : Aux glorieux enfants de la terre bretonne, 1919 fresque de Jules Ronsin (1867-1937), œuvre détruite dans l'incendie du bâtiment en 1920, remplacé par une tapisserie[50].

  - salle des fêtes : peinture murale réalisée par Pierre Galle en 1920[50].
  - hôtel Du Guesclin, salle à manger : La Chanson du Cidre, Le Pardon breton, La Rivière et La Danse, 1922, par Louis Garin[51].
  - siège du journal Ouest-France : fresque de Louis Garin[52].
  - La Cité : Le Travail, 1919-1925, peinture murale réalisée par Camille Godet  Classé MH (1997).
  - musée géologique de Rennes : toiles murales de Mathurin Méheut et d’Yvonne Jean-Haffen, réalisées de 1942 à 1946 pour la décoration de l'Institut de géologie de Rennes[50],[53].
- Rimou, église paroissiale : peinture murale de Pierre Galle[43].
- Saint-Étienne-en-Coglès, église paroissiale Saint-Étienne : peintures murales de Louis Garin

.
- Saint-Malo : 
  - église Saint-Jean-l'Évangéliste de Saint-Servan, façade : Les Sacrements, par Geoffroy Dauvergne, dans le cadre du 1% culturel, superficie d'environ 100 m2[55],[56] ;
  - école du Bel-Air : Les Fables de la Fontaine, par Geoffroy Dauvergne, 247 × 3 045 cm, 1% artistique[57] ;
  - école de la Cité : Les Musiciens, 331 × 896 cm ; Bestiaires, 331 × 896 cm, 1953, fresques de Geoffroy Dauvergne, 1% artistique[58] ;
  - école du Trianon : L'École du Cirque dans le préau (œuvre disparue) ; L'Été, 123 × 580 cm ; Un cavalier ; L'Automne, 123 × 475 cm ; Le Printemps, dans le réfectoire[59]. Certaines sont encore cachées sous des lambris.
  - église Saint François Xavier : Entrée du Christ à la Découverte,  peinture murale de 68 m2 réalisée en 1968 par Pierre Gilles (1913-1993) Pierre Gilles (peintre)[60]
- Saint-Malo-de-Phily, fresques peintes dans le transept et l'abside de l'église Saint-Malo de Saint-Malo-de-Phily sur : Translation du corps de saint Malo, peinte en 1933 par Émile Bernard) (1868-1941).
- Saint-Servan,  L' Hôtel Victoria, construit en 1888, la grande salle fut décorée décoré en 1939 per la peintre Étienne Blandin (1903-1991) par cinq grands tableaux :  Jacques Cartier au Canada - Dugay Trouin à Rio de Janeiro  - La prise du Kent par Robert Surcouf - Le combat de l'Aréthuse commandée par le servannais Pierre Bouvet contre le vaisseau anglais l'Amelia, 116 x 184cm (Collection de la Ville de Saint-Malo) - Le Pourquoi Pas ? du commandant Charcot à l'Île Petermann en Antarctique, ce dernier faisant 198cm x 322cm (Collection de la Ville de Saint-Malo)[61].
- Tinténiac, collège Théophile Briant, réfectoire : Les Amazones de la chouannerie, par Geoffroy Dauvergne d'après le roman éponyme  de Théophile Briant, environ 60 m2, dans le cadre du 1% culturel, œuvre dissimulée sous de la toile de verre, en cours de restauration à la demande des ayants-droit de l'artiste, du Conseil départemental d'Ille-et-Vilaine, et de l'  Association des amis de Geoffroy Dauvergne, en conformité avec le code de la propriété intellectuelle[62].
- Val-d'Izé, église Saint-Étienne : peintures de Louis Garin (1888-1959)
- Vitré, église Saint-Martin, chapelle Notre-Dame de Grâce : pourtour orné de peintures murales sur les thèmes de L'Adoration des mages, L'Adoration des bergers et La Piéta, trois panneaux horizontaux et un vertical au centre, et quatre médaillons dans le haut. Peintures réalisées par Louis Garin en 1957, elles sont découpées pour respecter les pilastres qui scandent l'élévation[54],[63].

## XXIesiècle
- Gaël

Le château d’eau de Gaël en Ille-et-Vilaine, orné d’une peinture murale représentant le roi et saint Judicaël (2019).

  - Le château d’eau de Gaël en Ille-et-Vilaine, orné d’une peinture murale représentant le roi et saint Judicaël (2019). œuvre du peintre Frédéric Gracia en 2019.
- Rennes :

  - avenue du Général-Leclerc, transformateur : fresque de Brez[64] ;
  - boulevard du Colombier :
    - mur de soutènement de la voie de chemin de fer : œuvre collective, 2000-2013, par une quinzaine d'artistes anonymes, 200 mètres[65] ;
    - parking : fresque par Leyto[66];

  - boulevard de la Robiquette : Homme assis au pied d'une maison et passant son bras au travers pour ressortir sa main à l'autre bout par une fenêtre, par MTO[67] ;
  - canal Saint-Martin, mur d'expression libre : fresque anonyme, 2014[68] ;
  - pont de Nantes : fresque par le collectif La Crémerie[65] ;
  - pont Saint-Martin : Têtes violettes par Tarek[66] ;
  - rue Duhamel, théâtre national de Bretagne, façade arrière : Robot géant par Blu, 2010[69] ;
  - rue Saint-Hélier : trompe-l'œil, 2012, par Brez[67] ;
  - rue du 7e d'artillerie, pignon de l'ancien bâtiment du cercle culinaire :  fresque d'Ariz, 2013[70];
  - stade de la Bellangerais, tribune : œuvre collective anonyme[65];
  - université Rennes-II : Alphabet déstructuré, par Setro[71].
- Saint-Malo :

Rue de la Pie à Saint-Malo.

- - Peinture murale sur le pignon de la première maison de la rue de la Pie à Saint-Malo.